# 御霊会
御霊会（ごりょうえ、御靈會）は、思いがけない死を迎えた者の御霊（ごりょう）による祟りを防ぐための、鎮魂のための儀礼。御霊祭と御霊の概念
御霊自体は本来はミタマの意、すなわち特定の個人の霊が個人または社会に祟り、災禍をもたらすという御霊信仰をもとにしたものであった。平安時代、不慮の死を遂げた者の死霊（しりょう）＝怨霊（おんりょう）へと意味が転化する。そして、天変地異はすべて御霊の所業と考えられ、御霊に対する信仰が出来上がった。
また、平安時代には、863年（貞観5年）5月20日、神泉苑において御霊会が行われた。背景として、前年からの咳逆の流行で清和天皇叔父にあたる2人の大納言（源定・源弘）をはじめとする皇室・宮中関係者が多数死去したこと、この年太政大臣藤原良房が60歳え、翌年には清和天皇の元服を控えていたことから、天皇やその周囲の人々を怨霊や怨霊がもたらす疫病から守るために開始されたと考えられている。
『金光明経』・『般若心経』と言った経典の読経とともに、歌舞音曲や民衆参加の踊りなども行われた。これはこの行事が神道的な祟の除去を目的としたことや民衆の参加を許すことで政治への不満や社会への不安から目を逸らさせる効果があったからだと考えられている。後に各地の寺社で同様の行事が開催されて神輿渡御などの行列や風流・田楽と呼ばれる踊りなども加えられ、時期旧暦の5月から8月にかけてに集中するようになった。

## 六所御霊
貞観5年の御霊会においては六柱の御霊が祭られた。これは六所御霊 と呼ばれている。
- 崇道天皇（早良親王）
- 伊予親王
- 藤原夫人（藤原吉子）
- 橘大夫（橘逸勢）
- 文大夫（文室宮田麻呂）
- 観察使（藤原仲成もしくは藤原広嗣[注釈 1]）

## 八所御霊
京都の上御霊神社と下御霊神社に祀られている。六所御霊に2柱の神が追加され、伊予親王・観察使にかわって井上大皇后（井上内親王）、他戸親王があてられている。
- 吉備聖霊（吉備大臣）

上御霊神社では現在吉備真備としているが、吉備内親王とする説、鬼魅（災事を司る霊）をあてる説がある。下御霊神社では六所御霊の和魂としている。
- 火雷神

菅原道真とすることが多いが、文字通り火雷を司る神であるとする説もある。上下御霊神社では六所御霊の荒魂としている。
また、牛頭天王を祀る八坂神社（感神院）の祇園御霊会（祇園会）が、祇園祭として知られる。火雷天神として怖れられた菅原道真の慰撫が、天神信仰として全国で知られている。

## 東大寺修二会神名帳の御霊
東大寺修二会のお水取りにて朗読される神名帳の最後の部分に、詳細は不明だが、以下の神の名（神名帳に記されているので『神の名』とする）がある。
八島御霊、霊安寺御霊、西寺御霊、普光寺御霊、天満天神、先生御霊、氷室御霊、木辻御霊、大道御霊、塚上御霊、葛下郡御霊。

## 北野天満宮
北野天満宮では神仏習合の儀式「北野御霊会」があった。応仁の乱以降途絶えていたが、2021年には新型コロナウイルス感染症の終息を願い、北野天満宮の神職と比叡山延暦寺の僧侶により行われた。